# KolourPaint
KolourPaint は自由ソフトウェアの KDE 用のペイントソフトである。
単純で理解しやすく、平均的なユーザ向けの機能までを提供するという考えのもとに開発されている。KolourPaint は以下のような日常の作業を行うために設計されている。
- 絵描き - 図の作成と「フィンガーペインティング」
- 画像操作 - スクリーンショットや写真の編集、効果の適用
- アイコンの編集 - 透過しているクリップアートやロゴを描く

KDE バージョン 3.3 で、KolourPaint は KPaint を標準のシンプルなペイントソフトとして置き換えた。kdegraphics の一部として配布されている。
MSPaint に似た配置をとっており、よい代替ソフトとなっている。しかし、MSPaint より高度な機能を持っている
。

## 参照
1. ↑  “20.12.3 Releases”.  KDE. 2021年3月5日閲覧。
2. ↑  “Product Comparison About KolourPaint”. 2008年1月14日閲覧。
3. ↑  “KolourPaint It's a Kolourful world”. 2008年1月14日閲覧。